# Cordula Schubert

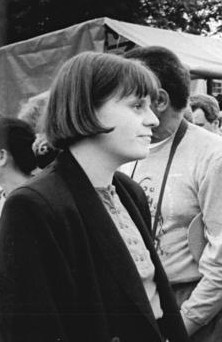
Cordula Schubert 1990

Cordula Schubert (* 21. Mai 1959 in Karl-Marx-Stadt) ist eine ehemalige deutsche Politikerin (CDU) und Ministerialbeamtin. Sie war 1990 für 199 Tage bis zur Wiedervereinigung Ministerin für Jugend und Sport der DDR.

## Leben
Schubert wuchs in einem christlichen Elternhaus in Karl-Marx-Stadt auf, zunächst im Stadtteil Hilbersdorf, später im Stadtteil Sonnenberg. Von 1965 bis 1975 besuchte sie eine Polytechnische Oberschule (POS). Wegen ihres Elternhauses blieb ihr der Besuch einer Erweiterten Oberschule und ein damit mögliches Medizinstudium verwehrt. Schubert absolvierte daher zunächst nach der POS bis 1978 an der Medizinischen Fachschule in Neunkirchen eine Ausbildung zur Krankenschwester. Anschließend war sie bis 1983 als Krankenschwester zunächst an der Pulmologischen Klinik in Glösa, später an der Urologischen Klinik in Karl-Marx-Stadt tätig. In dieser Zeit legte sie über die Volkshochschule 1981 das Abitur ab und trat 1982 in die CDU ein. Durch das nunmehr erlangte Abitur konnte Schubert 1983 ein Studium der Medizin-Pädagogik an der Berliner Humboldt-Universität aufnehmen, welches sie 1987 abschloss. Nach dem Diplomabschluss begann sie, an der Medizinischen Fachschule „Walter Krämer“ in Karl-Marx-Stadt in den Fachrichtungen Anatomie, Physiologie und Reaktionslehre zu unterrichten.
Im Zuge der politischen Wende in der DDR engagierte sich Schubert auch zunehmend politisch. Noch 1989 trat sie in Christlich Demokratische Jugend ein, die 1990 in der Jungen Union aufging. In der Folgezeit war sie bis 1992 zeitweise stellvertretende sächsische Landesvorsitzende und Bundesvorsitzende der Jungen Union. Zu den Volkskammerwahlen am 18. März 1990 stellte sie die CDU im Wahlbezirk Karl-Marx-Stadt auf den Listenplatz 3 auf. Damit zog Schubert sicher in das letzte DDR-Parlament ein. Knapp einen Monat später berief sie Lothar de Maizière in seine Regierung als Ministerin für Jugend und Sport.; mit 30 bzw. 31 Jahren war sie die jüngste Ministerin. In Schuberts Tätigkeit fielen z. B. die Umstrukturierungen bzw. Auflösungen der GST, des DTSB oder die Verwendung von Geldern der FDJ für neue Projekte wie z. B. die Stiftung Demokratische Jugend.
Nach Beendigung ihrer Ministertätigkeit fand Schubert im März 1991 zunächst eine Anstellung als wissenschaftliche Mitarbeiterin bei der Konrad-Adenauer-Stiftung in Berlin. Im April 1993 wechselte sie wieder in ihre sächsische Heimat und begann im Dresdener Sozialministerium als Referentin für Bundes- und Europaangelegenheiten.